# 椎名悦三郎
椎名 悦三郎（しいな えつさぶろう、1898年（明治31年）1月16日 - 1979年（昭和54年）9月30日）は、日本の官僚、政治家。岸信介の腹心 として満洲国の運営に関わり、また商工次官として統制経済を推進、軍需次官も務めた。戦後は政界入りし、内閣官房長官（岸内閣）、通商産業大臣（19代・28代）、外務大臣（94-95代）、自由民主党において政調会長、総務会長、副総裁を歴任した。田中角栄の後継の総裁として三木武夫を指名した「椎名裁定」を下した人物として知られている。椎名素夫は次男、血縁のない叔父に後藤新平がいる。

## 生涯

### 生い立ち
1898年（明治31年）に岩手県胆沢郡水沢町（水沢市を経て、現在の奥州市）に生まれる。父の後藤広は後藤家の婿養子で小学校の教師から水沢町の助役などを経て、岩手県会議員となり、後に水沢町長を10年間務めた。後藤家は蘭学者の高野長英（幼名・悦三郎）の血筋にあたり、悦三郎の名も高野長英の旧名より名付けられた。
父の広は事業に失敗し、悦三郎が幼少期の後藤家の家計は貧窮していた。そのため、進学を希望した悦三郎は働きながら夜学に通うつもりであった。悦三郎は高等小学校4年次に単身で上京し、実業家の原邦造家の学僕となった。しかし、夜学に通わせてくれなかったことに憤り、主宅を3か月で抜け出した。骨董店に住み込みで働きつつ夜学の研数学館へ通ったがここも3か月で辞めて、同郷の先輩の下宿先で過ごした。父のとりなしもあって隣町の金ケ崎町の代議士・志賀和多利の書生となり、昼間の通学が許され、錦城中学校3年の編入試験に合格した。同校を卒業した悦三郎は、父が水利権を得た胆沢川の水力発電事業が軌道に乗ったことで経済的な余裕ができた実家へと戻った。旧制第二高等学校を経て東京帝国大学法学部法律学科独法科へと進んだ。同時に後藤新平実姉の初瀬（初勢）の婚家である椎名家に養子入りし、後藤悦三郎から椎名悦三郎へと名を改めた。

### 官僚時代
二高の先輩である小島新一の影響を受けた椎名は帝大在学中に高等文官試験に合格し、1923年（大正12年）3月の卒業後は小島のいる農商務省へ入省した。工務局工務課へと配属された椎名は事務官を勤めていた小島から指導を受けた。
1925年（大正14年）4月に農商務省が農林省と商工省に分離発足後は、商工省工務課に所属となった。同時期に企業連合を促進するため重要輸出品工業組合法が成立し、その指導監督のため全国に官吏が派遣されることになり、椎名は愛知県に工業組合監督官兼商工課長として赴任し、約4年間に亘って名古屋の愛知県庁で勤務した。同職在任中には愛知県見本市を代表して満州を訪れ、名古屋港と大連港を結ぶ定期便の運行を満鉄当局と折衝している。
1926年（大正15年）秋、緊密な関係であった関西財閥の一人である森信敬二の長女・公枝と結婚する。1929年（昭和4年）に商工省工務局工務課の事務官に復職した。1932年（昭和7年）8月、欧米各国の不況対策や産業政策を視察するための出張が命ぜられ、翌年5月に帰国する。翌6月に臨時産業合理局の主任事務官に任じられた。

#### 満洲国
商工省文書課の専任参事官を勤めていた岸信介の求めにより、1933年（昭和8年）10月に満洲国実業部総務司計画科長として満洲の新京に赴任した。椎名は実業部文書科長兼統制科長に就任した後、実業部の外局となる臨時産業調査局を設置して、3年間に及ぶ満洲国の産業調査を指揮した。調査は農業、林業、地下資源、水力電源などに亘り、匪賊が盛んな辺境地に対しても実施された。この調査を基に日本からの満洲開拓農民の受け入れ数が見積もられ、また、第二松花江と鴨緑江に水力発電所の建設が計画されることとなった。総投資額が25億円に達した満洲産業開発五カ年計画に対してもこの調査結果が用いられている。また、椎名は重要産業統制法を定めて一業種一社の独占による国策特殊会社を中心とする徹底した統制経済を目論んだ。
1936年（昭和11年）春、満洲財界に移った高橋康順の後任として、関東軍の強い要請により実業部次長（次官に相当）に岸が赴任、以降は岸の直属の部下となる。翌年7月に椎名は実業部鉱工司長（日本の商工省の工務局長と鉱山局長に相当）に就任し、岸の下で満洲国の経済統制と産業開発を推進した。1939年（昭和14年）に入ると椎名は岸に対して帰国並びに本省復帰を申し出た。岸によって巨大国策会社の満洲重工業開発会社の総帥となった鮎川義介から同社の重役になるよう説得がなされたが、椎名はこれを断り4月に帰国した。

#### 帰国後
帰国後の1939年4月に椎名は商工省の臨時物資調整局に入局した。臨時物資調整局は国家総動員法の制定に基づく国策に応じた物資の統制調達を担当する部局である。同局で化学製品を受け持つ第五部長に任じられた。商工省は戦時体制に適応して鉱産局、鉄鋼局、化学局、機械局、繊維局や外局の燃料局等を設置し、それらを統べる総務局を置いた。同年6月に椎名は商工省総務局総務課長に任命された。その頃の商工大臣は海軍造兵中将の伍堂卓雄が務めていたが、同省の村瀬直養次官とは相性が悪く、軍部から満洲国産業部次長の岸を村瀬の後任として据えるよう強い要請が有った。そして軍部からの受けが良かった椎名もまた伍堂に対して岸を薦めた。同年10月、これに反対する村瀬の意見を押し切る形で岸が次官として商工省に復帰し、時を移さずに椎名は総務局長心得に昇進し、商工省の事実上の筆頭局長となった。主導権を軍部が掌握した企画院により立案された戦時経済統制は、商工省がその実施機関として連携し、岸と椎名の両名はその中心的な役割を担った。椎名は翌年12月に正式な総務局長に就任する。
総務局長時代の椎名は、商工省が設立を許可しなかった水野成夫と南喜一による再生紙製造会社の設立を直談判された。当時の商工相は元王子製紙社長の藤原銀次郎だったので、椎名は一度は設立を認めなかったが、陸軍の岩畔豪雄が2人の背後に居ることも有り、陸軍からの正式な推薦状を2人に求めたうえ、新会社の再生紙の使用を中国大陸における宣撫工作に充てる様指導した。これにより国策パルプが設立された。水野は国策パルプやフジテレビ社長を経て、後に「財界四天王」の一人と呼ばれる程になった人物で、後に椎名が政界に入る時の有力な支援者となっている。また、かつて叔父の後藤新平から読売新聞買収のために10万円を寄付してもらった正力松太郎から声を掛けられたことが有った。「後藤伯の恩に報いるため、故郷の水沢に後藤伯を記念した公会堂を建てたい。知恵を貸してほしい」と正力は椎名に注文を付けた。しかし戦時下においては公会堂、劇場、旅館などの新築は許されていなかった。これに対して椎名は設置が許されるように公民館としての新設を正力に対して呼びかけ、正力はこれを了承した。1941年（昭和16年）11月、建設費15万円、維持費5万円が寄付され後藤の故郷の水沢町に「後藤伯記念水沢公民館」が竣工した。これが日本の公民館の始まりである。
1940年（昭和15年）7月、第2次近衛内閣が発足した。同内閣の小林一三商工相は企画院と商工省が主体となってまとめた経済新体制要綱案に激しく反対し、これを推し進める革新官僚を非難した。革新官僚の代表的存在である岸と小林との対立は深まり、同年末に岸は次官を更迭された。また、平沼騏一郎内務大臣の意を受けた検察は同じく革新官僚の拠点である企画院でも強制捜査を行い、稲葉秀三、和田博雄、勝間田清一、佐多忠隆らを治安維持法違反容疑で逮捕した（企画院事件）。岸の後任の商工省次官には椎名が推した小島新一が就任し、椎名は献身的に小島を補佐した。1941年（昭和16年）10月、東條英機内閣が発足すると岸は商工相に就任した。岸により椎名は商工次官へと抜擢された。

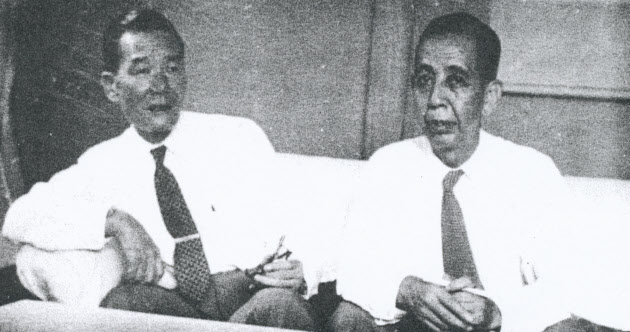
岸信介商工大臣と椎名悦三郎商工次官、昭和17年頃

日米開戦に伴い岸大臣、椎名次官のコンビは軍部と協調して厳しい戦時統制経済政策を推進した。小林によって中断していた経済新体制確立要綱に拠って「重要産業団体令」が施行され、各業界に統制会が設立された。また、1942年（昭和17年）4月の翼賛選挙を経て、企業整備令が制定され平和産業の全面的な軍需工業化が推進された。繊維工場から兵器工場への転用が頻発し、多数の中小企業は整理統合されて軍需工場の下請けとなり転廃業を強いられた。この企業整備令に対しては鳩山一郎らの一部の議員から反対されたが、椎名は商工省を支援し翼賛政治会とも深いつながりのある商工委員会を用いて議会に対処した。商工委員会には、三好英之、川島正次郎、赤城宗徳、野田武夫、三木武夫などがおり、三木を除いたこれらの構成員が後の自民党岸派へと受け継がれている。三好や川島を岸へ紹介したのも椎名である。
1943年（昭和18年）11月に軍需省が創設されると東條首相が軍需大臣を兼務し、岸が国務大臣兼軍需次官に就任した。椎名は軍需省総動員局長となり、また陸軍司政長官を兼務した。1944年（昭和19年）７月、岸が起こした閣内不一致により東條内閣が退陣に追い込まれ、岸は国務大臣兼軍需次官を退いた。椎名は総動員局長を留任する。1945年（昭和20年）4月、鈴木貫太郎内閣の発足に伴い、椎名は軍需次官に昇進した。終戦後の同年8月26日に軍需省は廃止され商工省が復活した。東久邇宮内閣で軍需相に任用された中島知久平の強い要請により、椎名は商工次官へと復した。椎名は省内に在籍していた軍人の整理をなし、戦後の経済再建に向けた新たな組織構築を依頼された。省の再編業務が落ち着きを見せ、東久邇宮内閣の退陣に合わせて同年10月12日に商工次官を退官して官職から退いた。
岸はA級戦犯容疑者として逮捕の上、巣鴨拘置所に収容された。椎名もまた市谷の米軍検事から8回に亘る取り調べを受けたが、岸の支障になる証言は全くしなかった。同年11月には連合国軍総司令部に対して岸の釈放を求める上申書を提出している。椎名は1947年（昭和22年）11月に公職追放を受ける。岸が釈放された後はアメリカ軍政庁に対して、岸の公職追放解除を懇願した。

### 社長業
1947年11月に公職追放を受けた椎名は同月に郷里の人々の強い要請により盛岡市に本社がある東北振興繊維工業株式会社の取締役社長に就任する。同社は翌年3月に東北毛織株式会社に社名を改めた。椎名は大東紡織の東京金町工場を買収し、梳毛機械の購入や新たな技術者を雇用した。この財源に復興金融金庫の融資を目論んだが、1949年（昭和24年）にインフレ抑制政策としてドッジラインが実施され、復興金融金庫の融資は廃止されてしまった。椎名は資金獲得に奔走するが、同社の低度な技術水準により朝鮮特需にも乗れず、遂に1952年（昭和27年）5月に東北毛織は会社整理法の適用を受けて経営破綻した。椎名は同年7月に社長を辞任し、東北毛織はその後呉羽紡績に吸収された。椎名は辞任直後に心労により体調を崩して療養生活を送った。この間、追放中の1948年（昭和23年）10月、兵器処理問題に関し、衆議院不当財産取引調査特別委員会に中島知久平、多田武雄とともに証人喚問された。

### 政界へ
終戦直後から椎名の思いは政界進出にあった。椎名は1951年（昭和26年）に公職追放が解除されていた。
1953年（昭和28年）3月のバカヤロー解散により施行された第26回衆議院議員総選挙に立候補する機会を得たが、前年に大敗を喫していた岸からは援助が得られず、自由党幹事長を勤めていた岸の弟の佐藤栄作へ相談するよう促された。椎名は佐藤と面会して自由党の公認を求めたが了承されず、党の選挙対策責任者の小沢佐重喜を紹介された。椎名は小沢の元を訪れたが、選挙区の岩手県第2区は既に3名の自由党の公認が決まっており小沢は椎名の公認を断った。また、改進党の志賀健次郎も当選を重ねており、社会党左派の北山愛郎も労組を主体とした強力な支持が有った。止む無く椎名は無所属で挑むものの結果は惨敗し、更に選挙違反容疑で警察から追われたが、椎名はこれを逃げ切って不起訴となっている。
日本民主党の幹事長となっていた岸の誘いで1955年（昭和30年）の第27回衆議院議員総選挙に日本民主党の公認を受けて再び立候補した。今回は岸の全面的な支援を受け、また、豊富な選挙資金を得ての選挙となった。更に日本民主党は「鳩山ブーム」が後押しをした。椎名はなんとか最下位に滑り込んで当選する（当選同期に愛知揆一・田村元・唐沢俊樹・高村坂彦・渡海元三郎・丹羽兵助など）。3月に第2次鳩山一郎内閣が組閣された後、椎名は日本民主党政調副会長に就任し、衆議院運輸委員会に所属した。同年11月に民主党と自由党が合同して自由民主党が発足し椎名は自民党の所属となった。

### 岸信介内閣
1957年（昭和32年）2月、石橋湛山首相の病により石橋内閣が退陣すると第1次岸内閣が組閣された。当選1回ながらも商工省出身で産業界に人脈があることを川島正次郎幹事長に見込まれて椎名は党の経理局長に就任する。椎名が経理局長に就いてからの自民党に対する財界からの献金は、旧来の2億円から10億円まで拡がったと伝えられている。1958年（昭和33年）の第28回衆議院議員総選挙では再び最下位ながらも当選を果たした。
1959年（昭和34年）6月に発足した第2次岸内閣 (改造)では当選2回ながらも内閣官房長官に就任した。岸は椎名の起用について、最大の仕事となる新安保条約締結に向けた人選であると説明した。内閣のスポークスマンであったが、記者会見では記者団の質問に対して「細かいことは総理に聞いてくれ」と発言する一方で日米安保条約改定で岸を支えた。1960年（昭和35年）6月、新安保条約の成立を機に岸内閣は退陣する。椎名は後継の総裁として池田勇人を推し、岸派と佐藤派の支持を受けた池田は総裁選に勝利した。

### 選挙違反問題
第1次池田内閣では、椎名の池田支援が評価されて岸派を代表して自民党政務調査会長に就任した。10月に池田は衆議院を解散、第29回衆議院議員総選挙が施行され椎名は三度の最下位当選となった。選挙後に組閣された第2次池田内閣では通商産業大臣として入閣した。通産相となった椎名は自身の選挙違反問題を野党に追及された。椎名の陣営は毎回違反者を出しており、また、1958年の選挙で買収容疑をかけられた総括主宰者兼出納責任者の松川昌藏（元衆議院議員、一関市長）が夫人とともに逃亡した上、全国に指名手配されていた。国会で椎名は松川夫妻をどこかに匿っているものとして究明が求められたが、椎名はこれを否定した。しかし実際には松川夫妻は椎名の知人の企業経営者の社宅に匿われていた。椎名はこの選挙違反問題が自身の政治活動に与える影響を考慮して、1961年（昭和36年）6月の内閣改造による大臣からの退任を機に、松川夫妻に自首を求めて事件の幕引きをはかっている。1962年（昭和37年）3月、松川夫妻に対して買収の有罪判決が言い渡された。椎名夫人の公枝と椎名の秘書2名は逃亡中の夫妻の生活資金を供与し、また、椎名の知人は潜伏場所を提供していたことが認定され、それぞれ犯人蔵匿の罪で有罪判決を受けた。新聞紙上では椎名の道義的責任を厳しく問う論説が掲載された。

### 岸派の分裂
1962年11月、新たに福田赳夫の派閥を作ろうとした岸は「十日会（岸派）」の解散を宣言した。これに対して川島正次郎を中心としたグループが服従せず岸派は分裂する。福田や岸の反池田方針に納得のいかない椎名は、両者と袂を分かち交友クラブ（川島派）に参加した。また、川島や椎名のように早くから岸を支えてきた人物にとって、岸が福田を重用しすぎることへの不満もあった。川島派は川島と椎名の他に、赤城宗徳、藤枝泉介、浜野清吾、荒舩清十郎、長谷川四郎、秋田大助などの衆議院議員19名で結成された。川島と椎名は戦前から関わりが有り、また二人は後藤新平を介しての親類や側近としての繋がりも持っていた。またこの頃の椎名は三木武夫を会長とする三木調査会にも積極的に参加している。1963年（昭和38年）11月の第30回衆議院議員総選挙では初の2位当選を果たした。この選挙について椎名は「初めて何一つ違反のない選挙をやり、すがすがしい気分だった」と回想した。

### 外務大臣
1964年（昭和39年）の自民党総裁選は池田と佐藤栄作によって争われ、川島派は池田を支持した。総裁選は激戦となったが池田が制して3選された。池田は川島を副総裁に据え、椎名は第3次池田改造内閣の外務大臣に就任した。外相に就任した際はマスコミからは奇想天外人事と評され、本人も「何でこんな人事を考えやがったんだ」と外相就任に難色を示していた。この人事は前尾繁三郎の強い推薦によるものであったとされる。同年9月、池田首相が喉頭がんにより入院し、10月25日に退陣が発表された。
続いて組閣された第1次佐藤内閣でも外相に留任、「日本国と大韓民国との間の基本関係に関する条約」（日韓基本条約）の締結に向け、韓国外務部長官（外相）だった李東元と交渉した。日韓交渉は椎名が政界に入る前の1951年（昭和26年）から断続的に行われており、請求権問題や漁業問題では大筋で合意していた。しかし、韓国内ではこのような合意に対して野党や学生により「対日屈辱外交反対」が叫ばれており、韓国の政情不安も有って交渉は度々中断された。この頃に残された両国の問題は、日韓併合条約の有効性と韓国政府の管轄権であった。日韓併合条約については日本は昭和20年の無効を主張し、韓国は当初から違法であり無効であると主張した。また、管轄権については、日本は韓国の支配領域は北緯38度以南と主張し、韓国は朝鮮半島全域を管轄する唯一の合法正当政府であると主張した。これらについて、椎名は交渉相手の李へ玉虫色の合意を促すことで決着を図った。また、竹島領有権問題も議題に挙げなかった。李は朴正煕大統領の承諾を得たうえで椎名の提案を受け入れ、これらの問題は棚上げされた。

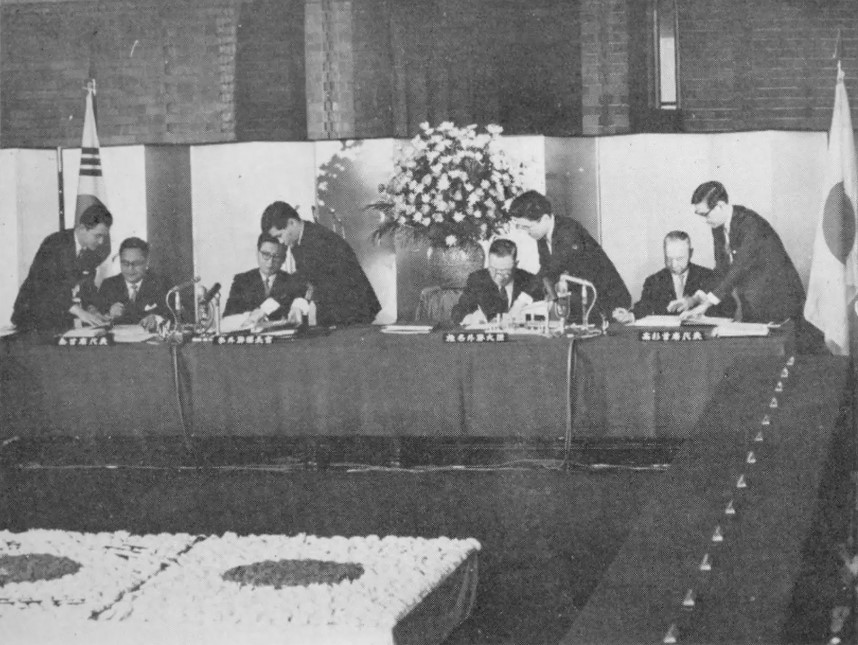
1965年6月22日、日韓基本条約の調印式が日本の首相公邸で行われた。椎名外務大臣、高杉晋一首席代表、李東元外務部長官、金東祚特命全権大使の4人が関係文書に調印した。

1965年（昭和40年）2月、韓国の金浦国際空港に降り立った際に、日本の過去を「深く反省する」と声明を述べ、また当意即妙な応答でマスメディアを通じて韓国世論の沈静化に寄与し、日韓基本条約の仮調印に漕ぎ着けた。日本では椎名の訪韓に先立って、椎名に対する不信任決議案が日本社会党や民主社会党の議員から提出されていた。提出理由はこの訪韓は佐藤内閣が言明していた懸案の一括解決に反し、また、出発前の国会審議において訪韓の目的を説明せず、日本国憲法第73条違反にあたるなどとするものであったが、椎名の帰国後に決議案は否決された。椎名は請求権問題で未決定だった1億ドル以上とされた民間協力の規模を3億ドル、また漁業協力について4000万ドルと金額を定めた。4月3日、日韓両国外相は東京で請求権、漁業、在日韓国人の法的地位についての協定に仮調印した。3協定の仮調印後、日韓両国では野党や学生による反対が相次いだが、6月22日に東京で日韓基本条約及び関連協定が両国外相により正式に調印された。日韓の新聞各社は妥結内容に対する不満をそれぞれ社説に掲載した。
条約の批准を巡る、いわゆる「日韓国会」では日本社会党や日本共産党などの左派政党が「朴政権は米国の傀儡」として強硬に反対していた。椎名は締結の責任者として答弁に立ったが、椎名の曖昧な答弁姿勢は批判された。11月9日、椎名に対する不信任決議案が再び提出された。提出理由は日韓両国で全く意見の一致をみない重要事項について国民に秘匿して調印を行い、アメリカ追従の外交に終始することで日本の国民的利益とアジアの平和に対して重大な障害を与え、無責任で不真面目な国会答弁をしたとされた。この不信任決議案の採決に先立って中野四郎らから答弁時間の制限を設ける動議が提出され可決された。議長の船田中は不信任決議案提出者の楢崎弥之助、西村関一、帆足計、穂積七郎、松本七郎の趣旨弁明や通告されていた質疑を制限時間超過を理由として再三中止させ、投票は翌日に延会された。翌10日、椎名に対する決議案は25票差で否決され、12日に与党による強行採決によって日韓基本条約と諸協定は衆議院で可決された。続いて参議院でも与党の強行採決により12月11日に可決され、波乱の国会は幕を閉じた。12月18日にソウルで日韓条約批准書交換式が椎名と李によって執り行われ、日韓の国交が正式に結ばれた。
外相時代は、過去の日韓関係に関して社会党の戸叶里子議員から「深く反省しているとはどういう意味か」と問われ「しみじみと反省している、という意味でございます」と答弁したり、日米安保条約についての見解を問われた際に、「アメリカは日本の番犬であります」と発言し、野党議員から「大臣、そんなことを言っていいのか」と発言の訂正を促されると「番犬さまでございます」と表現した。こうしたおとぼけ・ユーモアは、本人の落語好きに由縁している。また吉田書簡問題では、この外交政策に関わった書簡を私信と位置付けて公表に反対し続けた。この様な椎名の所作により、椎名を名外相と評価する立場からも、「ものぐさ椎名」と揶揄されている。1966年（昭和41年）1月には外相としては戦後初となるソ連へ訪問し、アレクセイ・コスイギン首相やアンドレイ・グロムイコ外相と会談の末、日ソ航空協定、日ソ貿易協定に調印した。

### 交友クラブを継承
1966年12月の第1次佐藤第3次改造内閣で外相を退任し、自民党総務会長に就任した。約1年間総務会長を務めた後、1967年（昭和42年）11月の第2次佐藤第1次改造内閣で再び通産相に就任した。1970年（昭和45年）11月に副総裁の川島正次郎が急死し、椎名は同志から全員一致の推薦を受け交友クラブ（川島派）を継承し、川島派は椎名派となった。当時の椎名派は衆議院議員19人、参議院議員4人の中間派閥であった。椎名は赤城宗徳と浜野清吾を相談役に任じ、松沢雄蔵を同派の幹事長格として交友クラブを運営した。また、椎名は川島が務めていた日本プロレスリングコミッションのコミッショナーも翌年に引き継いでいる。

### 自民党副総裁
佐藤の後任を巡る1972年（昭和47年）の自民党総裁選は、田中角栄と福田赳夫を軸に争われた。椎名は椎名派を率いて田中を支持し、7月に田中が総裁に就任した。翌8月、椎名は田中により自民党副総裁に起用された。田中は日中国交正常化を決断し、9月に椎名を政府特使に任じて台湾に対する理解を求めるため訪台させた。椎名は蔣経国行政院長、沈昌煥外交部長らと会談して日中国交回復の政府方針を説明したが、反対するデモ隊から激しい抗議を受けた。椎名は中華民国民意代表との座談会において、台湾との外交関係も含めたあらゆる関係を維持した上で、日中正常化交渉を進めるべきことが決定されたとする考えを公式に示した。しかし、これは自民党の方針とは異なるものであり、蔣からは厳しく追及され、大平からは「儀礼的なもの」と突き放された。椎名が台湾から帰国すると田中首相と大平外相は北京で周恩来首相と会談して、日中国交正常化が合意され、文書に調印された。大平は日華条約破棄と日台国交断絶を宣言した。
1974年（昭和49年）になると金大中事件や文世光事件により日韓関係は険悪化した。9月に椎名は田中の要請を受けて訪韓し、この問題の鎮静化に向けて朴大統領と会談した。椎名は文世光事件の発生を謝罪し、事件の再発防止策、韓国への捜査協力、反韓活動の取り締まりなどを約束する田中の書簡を朴に手渡した。この会談により日韓関係の悪化は収拾に向かい、韓国内の反日デモは終息した。

#### 椎名裁定
1974年7月の第10回参議院議員通常選挙で自民党は不調に終わり、三木武夫副総理と福田赳夫蔵相は田中角栄首相の政治手法を批判して辞任し、田中内閣は苦況に追い込まれた。
椎名は田中に党改革を進言した。田中はこの提案を受入れ、8月1日に椎名を会長とする「党基本問題及び運営に関する調査会」（椎名調査会）が設置された。そこへは各会派の有力者が参加して党の改革議論が行われた。田中金脈問題により、田中は11月に退陣を表明する。田中は後継総裁の指名を椎名に委任した。椎名は総裁選を行わずに話し合いによる決着を目指した。12月1日、椎名は大平正芳、福田赳夫といった大派閥の領袖ではなく、少数派閥の三木武夫を新総裁に指名する裁定を出した（椎名裁定）。この裁定は三木自身が「青天の霹靂だ」と語ったように驚きをもって迎えられた。ただし三木や中曽根康弘はこの裁定を事前に知っていたという説も根強い。世論は「金権 田中」から代わる「クリーン三木」を歓迎した。

#### 三木おろし
椎名は1974年12月9日に発足した三木内閣でも副総裁に留任した。「三賢人の会」の一人である灘尾弘吉を党総務会長に推挽し三木内閣を通じて党改革に取り組もうとするが、早くも三木との間に党改革・近代化をめぐり亀裂が生じる。椎名は三木の打ち出した政治資金規正法改正問題に異を唱えた。三木は企業献金全廃を提案したが、椎名の党改革思想は小選挙区制の導入のために献金を個人ではなく党に集めることを目論んでおり、三木の姿勢は許容できるものでは無かった。更にロッキード事件や独占禁止法改正、党内改革をめぐり、椎名の三木首相への不満は嵩じ、三木の政策を徹底して批判した。そんな椎名に対して「椎名院政」という表現もされた。こうした椎名の不満はやがて「三木降ろし」へと繋がっていく。
1976年（昭和51年）5月、椎名は田中、福田、大平と三木退陣を求めることで一致した。ロッキード事件の解明に注力していた三木はこの退陣要求を拒絶した。この椎名による「三木降ろし」は「ロッキード隠し」と受け止められ世論の激しい批判を浴びた。福田と大平は椎名との会談の事実を隠し、三木の元には激励の声が溢れた。6月、灘尾総務会長の仲裁を椎名と三木は受け入れ、椎名の三木降ろしは失敗に終わった。これにより椎名の政治的影響力は急激に減退した。田中が逮捕された後の8月19日、田中派は大平派、福田派、椎名派、船田派、水田派を結集して挙党体制確立協議会（挙党協）を結成し、新たな三木降ろしを主導した。三木は挙党協に解散権を封じられたが、退陣要求はここでも拒絶し、9月に内閣改造、党役員改選を経て12月5日の任期満了にともなう第34回衆議院議員総選挙で敗北し退陣を余儀なくされた。椎名裁定で三木を推挙した椎名が三木降ろしに回ったことについて、椎名は「産みの親だが、育てるとは言ったことはない」と答えた。同年12月24日、後任の首相には福田が就任した。福田政権発足とともに椎名は副総裁から退いた。

### 晩年
椎名は長らく東京都渋谷区広尾に居住していたが、1978年（昭和53年）6月に神奈川県川崎市多摩区生田に居所を移した。同年10月に後援会幹部に政界引退の内意を伝え、椎名後援会は後継者に次男の素夫を決定した。翌1979年（昭和54年）6月に老人性結核と下半身の筋萎縮症の治療のため慶応病院へ入院し、同年の第35回衆議院議員総選挙には出馬せず、その選挙期間中の9月30日に入院先の慶応病院で死去した。81歳没。

## 人物・逸話

### 人柄
椎名の人となりはものぐさで寡黙、茫洋、内気な性格として知られ、その様は「暗闇の牛」と形容された。夫人の公枝は自著の「秋をよぶ雨」 において、自宅での椎名の面倒くさがり屋で寡黙な逸話を披露している。座右の銘は「菜根譚」の中から「不如省事（事を省くにしかず）」を見つけた「省事」。物事を処理する時は些細で煩雑なことはなるべく切り捨てて、根幹を成す部分を簡単明瞭に掴むことが大切であり、枝葉末節にこだわり大切な根本をおろそかにしないことを人生訓とした。商工省時代は大酒飲みで遊び好きとの評判 があり、愛知県庁時代には給仕にハンコ押しをさせるなど武勇伝を残している。
椎名が外相を勤めていた1965年には、吉田茂に対してのノーベル平和賞受賞運動が吉田の周辺や外務省幹部の間で秘密裏に展開された。椎名は佐藤栄作首相、横田喜三郎最高裁判所長官・万国国際法学会会員、栗山茂ハーグ国際仲裁裁判所判事・国際法協会会長と連名で吉田の推薦状に名を連ねている。
1974年の文世光事件の際に、自民党副総裁の身分で謝罪特使として韓国に派遣された。青瓦台で朴正煕大統領を訪問した後には、「あのような屈辱的な使いをしたのは初めてだ」と愚痴をこぼしていたという。なお、やはり自民党副総裁であった1972年には中華人民共和国との国交樹立に伴い台湾（中華民国）への釈明と今後の民間交流維持のための特使として派遣され、日本の不義理に憤激するデモ隊から車に投石されたこともあった。このことが後年、大平正芳との関係を悪化させたといわれる。しかし、蔣介石の秘書を務めた柯振華によると、このデモは日本側を威嚇するため台湾政府に命じられたいわばヤラセで、参加者全員が手心を加えており、物を投げたり車列を襲う頃合いは警備係が目配せをして指示を出していたという。

### 三賢人の会
1970年頃から、前尾繁三郎・灘尾弘吉と、いわゆる「三賢人の会」と称された集まりを料亭で持っていたが、自民党副総裁や衆議院議長を務めた3人の集まりにもかかわらず「政治の話はほとんど出なかった」といわれる。

## 家系
東京市長、内務大臣、帝都復興院総裁などを歴任した後藤新平は叔父に当たる。衆議院議員、参議院議員をつとめた椎名素夫は二男。妻は、山口銀行 (大阪)の重役、森信敬二の長女公枝。森信は1882年に広島県の多田盤造の六男として生まれ、東京帝国大学法科大学政治科卒業後、町田忠治の部下として山口銀行の再建に貢献した。

## 栄典
- 1969年（昭和44年）4月29日 - 勲一等旭日大綬章[77]
- 1979年（昭和54年）9月30日 - 勲一等旭日桐花大綬章（没後叙勲）[78]

## 主な著作
- 『産業団体法案に就て』重要産業統制団体協議会、1941年2月15日。NDLJP:1439152。
- 戦時経済と物資調整（1942年、東亜政経社＜戦時経済国策大系＞ 第1巻）
- 軍需會社法に就て（1944年、日本工業倶樂部＜經濟研究叢書＞ 第132輯）
- 『童話と政治』東洋政治経済研究所、1963年6月1日。NDLJP:2983092。- 椎名はこの著作では日本帝国主義を「栄光の帝国主義」と表現している。